# Mariusz Grzegorzek
Mariusz Grzegorzek (ur. 20 stycznia 1962 w Cieszynie) – polski reżyser teatralny i filmowy, scenarzysta, grafik, realizator telewizyjny. Profesor sztuk filmowych, w latach 2012–2020 rektor PWSFTviT w Łodzi.

## Życiorys
W 1984 ukończył historię sztuki na Wydziale Historycznym Uniwersytetu Jagiellońskiego, a w 1991 został absolwentem Wydziału Reżyserii Państwowej Wyższej Szkoły Filmowej, Telewizyjnej i Teatralnej im. Leona Schillera w Łodzi. Od 1989 zawodowo związany z tą uczelnią, początkowo jako asystent, następnie wykładowca, doszedł do stanowiska profesora zwyczajnego. W 2006 otrzymał tytuł profesora sztuk filmowych, a w 2012 objął stanowisko rektora PWSFTviT. W 2016 został wybrany na drugą czteroletnią kadencję na tym stanowisku.
Został także reżyserem teatralnym w Teatrze im. Stefana Jaracza w Łodzi, współpracował również m.in. z teatrami warszawskimi i Teatrem Telewizji. W 1993 wyreżyserował nagradzany na festiwalach filmowych film Rozmowa z człowiekiem z szafy.
Jest członkiem Polskiej Akademii Filmowej, dyrektorem artystycznym Studia Filmowego „Indeks” oraz ekspertem Polskiego Instytutu Sztuki Filmowej.

## Filmografia
- Goliathus, Goliathus (1990), reżyseria, scenariusz
- Rozmowa z człowiekiem z szafy (1993), reżyseria, scenariusz
- Królowa aniołów (1999), reżyseria, scenariusz, opracowanie muzyczne
- Zwierzę powierzchni (2003), opieka artystyczna
- Jestem twój (2009), reżyseria, scenariusz, scenografia, udźwiękowienie, montaż
- Śpiewający obrusik (2015), reżyseria, scenariusz

## Wybrane realizacje teatralne
- Jad Ronalda Harwooda – Teatr im. Stefana Jaracza w Łodzi (1994)
- Agnes od Boga Johna Pielmeiera – Teatr im. Stefana Jaracza w Łodzi (1996)
- Szklana menażeria Tennessee Williamsa – Teatr im. Stefana Jaracza w Łodzi (1997)
- Tramwaj zwany pożądaniem Tennessee Williamsa – Teatr im. Stefana Jaracza w Łodzi (1998)
- Simpatico Sama Sheparda – Teatr Powszechny w Warszawie (1999)
- Rutheford i syn Githy Sowbery – Teatr im. Stefana Jaracza w Łodzi (1999)
- Żałoba przystoi Elektrze Eugene’a O’Neilla – Teatr im. Stefana Jaracza w Łodzi (2000)
- Zdaniem Amy Davida Harego – Teatr Powszechny w Warszawie (2001)
- Skóra węża Tennessee Williamsa – Teatr im. Stefana Jaracza w Łodzi (2002)
- Na wsi Martina Crimpa – Teatr Studio w Warszawie (2003)
- Tajemna ekstaza Davida Harego – Teatr Studyjny PWSFTviT w Łodzi (2003)
- Między jawą a snem Stiga Dalagera – Teatr im. Stefana Jaracza w Łodzi (2004)
- Blask życia Rebekki Gilman – Teatr im. Stefana Jaracza w Łodzi (2005)
- Lew na ulicy Judith Thompson – Teatr im. Stefana Jaracza w Łodzi (2006)
- Agnes od Boga Johna Pielmeiera – Teatr im. Stefana Jaracza w Olsztynie (2006)
- Habitat Judith Thompson – Teatr im. Stefana Jaracza w Łodzi (2007)
- Makbet Williama Szekspira – Teatr im. Stefana Jaracza w Łodzi (2008)
- Zmierzch Isaaka Babla – Teatr Studyjny przy PWSFTviT w Łodzi (2009)
- Dybuk Szymona An-skiego – Teatr im. Stefana Jaracza w Łodzi (2010)
- Słowo Kaja Munka – Teatr im. Stefana Jaracza w Łodzi (2011)
- Posprzątane Sarah Ruhl – Teatr im. Stefana Jaracza w Łodzi (2012)
- Woyzeck Georga Büchnera – Narodowy Stary Teatr w Krakowie (2014)
- Diabeł, który Johna Osborne’a – Teatr Studyjny przy PWSFTviT w Łodzi (2015)
- Czarownice z Salem Artura Millera – Teatr im. Stefana Jaracza w Łodzi (2017)
- Otchłań Jennifer Haley – Teatr im. Stefana Jaracza w Łodzi (2018)
- Pomysłowe mebelki z gąbki – Teatr Studyjny przy PWSFTviT w Łodzi (2018)
- Nie jedz tego! To jest na święta! – Teatr Studyjny przy PWSFTviT w Łodzi (2019)
- Dzieci widzą duchy – Teatr im. Stefana Jaracza w Łodzi (2020)

## Ordery i odznaczenia
- Krzyż Kawalerski Orderu Odrodzenia Polski (1 kwietnia 2020)[3][4]
- Brązowy Medal „Zasłużony Kulturze Gloria Artis” (20 września 2011)[5]
- Medal Pro Publico Bono im. Sabiny Nowickiej (2012)[6]

## Nagrody i wyróżnienia
- wyróżnienie na MFF „Eurocinema” w Rimini za etiudę fabularną Krakatau (1987)
- Nagroda Filmoteki Młodzieżowej oraz wyróżnienie ministra Westfalii na 34. Międzynarodowym Festiwalu Filmów Krótkometrażowych w Oberhausen za etiudę fabularną Krakatau (1988)
- II nagroda na Festiwalu Etiud Studenckich w Łodzi za etiudę fabularną Krakatau (1988)
- Grand Prix Międzynarodowego Festiwalu Filmów Dyplomowych w Tours za etiudę fabularną Robak (1988)
- Nagroda Główna Międzynarodowego Festiwalu Etiud w Monachium za etiudy fabularne Robak i Krakatau (1988)
- III nagroda przeglądu „Film Poza Kinem” we Wrocławiu za etiudę Krakatau (1988)
- wyróżnienie Niemieckich Związków Zawodowych DGB oraz wyróżnienie jury katolickiego na 35. Międzynarodowym Festiwalu Filmów Krótkometrażowych w Oberhausen za etiudę fabularną Robak (1989)
- nagroda za specjalny film zagraniczny na Festiwalu Filmów Studenckich „Early Bird” w Sofii za etiudę Robak (1989)
- Nagroda Specjalna Jury 18. Festiwalu Polskich Filmów Fabularnych w Gdyni za film Rozmowa z człowiekiem z szafy (1993)
- wyróżnienie za debiut reżyserski na Międzynarodowym Festiwalu Filmowy w Wenecji - za film Rozmowa z człowiekiem z szafy (1993)
- III nagroda na Festiwalu Młodego Kina Wschodnioeuropejskiego w Cottbus za film Rozmowa z człowiekiem z szafy (1993)
- Nagroda im. Andrzeja Munka przyznana przez PWSFTviT w Łodzi za film Rozmowa z człowiekiem z szafy (1993)
- nagroda za najlepszy debiut i nagroda specjalna za reżyserię na Międzynarodowym Festiwalu Filmowym w Aleksandrii za film Rozmowa z człowiekiem z szafy (1994)
- łódzka „Złota Maska” za reżyserię przedstawienia Agnes od Boga Johna Pielmeiera w Teatrze im. S. Jaracza w Łodzi (1996)
- Grand Prix za teledyski Po prostu bądź i Po to jesteś zespołu Maanam na 6. Festiwalu Polskich Wideoklipów Yach Film w Gdańsku (1996)
- Nagroda Publiczności dla teledysku Po prostu bądź zespołu Maanam na 6. Festiwalu Polskich Wideoklipów Yach Film w Gdańsku (1996)
- nagroda za reżyserię przedstawienia Agnes od Boga Johna Pielmeiera w Teatrze im. S. Jaracza w Łodzi na 2. Przeglądzie Sztuk Kobiecych „Kobiety i... kobiety” w Bydgoszczy (1997)
- wyróżnienie jury w kategorii "perfekcja" oraz Medal im. Stanisława Bieniasza (nagroda miesięcznika „Śląsk”) za realizację sztuki Davida Hare'a Zdaniem Amy w Teatrze Powszechnym im. Zygmunta Hübnera w Warszawie na 1. Festiwalu Dramaturgii Współczesnej „Rzeczywistość Przedstawiona” w Zabrzu (2001)
- Nagroda dla Najlepszego Spektaklu dla Na wsi z Teatru Studio w Warszawie na Festiwalu Teatralnym Kontrapunkt w Szczecinie (2003)
- Medal im. Stanisława Bieniasza (nagroda miesięcznika „Śląsk”) dla najlepszego przedstawienia - Blask życia Rebeki Gilman z Teatru im. S. Jaracza w Łodzi na 5. Festiwalu Dramaturgii Współczesnej „Rzeczywistość Przedstawiona” w Zabrzu (2005)
- Nagroda Jury 4. Festiwalu Prapremier w Bydgoszczy "za jakość pracy reżyserskiej z zespołem aktorskim" w przedstawieniu Blask życia Rebeki Gilman w Teatrze im. S. Jaracza w Łodzi (2005)
- łódzka „Złota Maska” - 3 nagrody za najlepsze przedstawienia, scenografię i reżyserię przedstawienia Lew na ulicy Judith Thompson w Teatrze im. S. Jaracza w Łodzi (2006)
- Grand Prix 15. Międzynarodowego Festiwalu „Zderzenia” w Kłodzku dla spektaklu Blask życia Rebeki Gilman z Teatru im. S. Jaracza w Łodzi (2006)
- Nagroda Publiczności i Nagroda Prezydenta Jeleniej Góry na 34. Jeleniogórskich Spotkaniach Teatralnych dla spektaklu Lew na ulicy Judith Thompson z Teatru im. S. Jaracza z Łodzi (2006)
- Nagroda główna „Laur Konrada” na 9. Ogólnopolskim Festiwalu Sztuki Reżyserskiej „Interpretacje” w Katowicach za reżyserię spektaklu Blask życia Rebeki Gilman w Teatrze im. S. Jaracza w Łodzi (2007)
- łódzka „Złota Maska” za eksperyment teatralny - za reżyserię Makbeta Williama Szekspira w Teatrze im. S. Jaracza w Łodzi (2008)
- Nagroda Dziennikarzy za film Jestem twój na 17. Ogólnopolskim Festiwalu Sztuki Filmowej „Prowincjonalia” we Wrześni (2010)
- Grand Prix Międzynarodowego Festiwalu Szkół Teatralnych Setkani/Encounter w Brnie dla przedstawienia Zmierzch z PWSFTviT w Łodzi (2010)
- łódzka „Złota Maska” dla najlepszego przedstawienia sezonu 2009/2010 - dla Dybuka z Teatru im. S. Jaracza w Łodzi (2010)
- łódzka „Złota Maska” za reżyserię przedstawienia Słowo w Teatrze im. S. Jaracza (2011)
- łódzka „Złota Maska” za reżyserię i dla przedstawienia Posprzątane z Teatru im. S. Jaracza w Łodzi (2012)
- Nagroda „Energia Kultury” dla osoby szczególnie zasłużonej dla łódzkiej kultury (2013)
- Nagroda Jury Hamilton Film Festival w Hamilton za film Jaskółka (2014)
- Nagroda dla najlepszego filmu fabularnego (Jaskółka) na Międzynarodowym Festiwalu Filmów Studenckich „Sehsüchte” w Poczdamie
- nagroda „Złoty Pazur” w Konkursie „Inne Spojrzenie” na 40. Festiwalu Filmowym w Gdyni za film Śpiewający obrusik (2015)
- łódzka „Złota Maska” za najlepszą reżyserię i za spektakl Czarownice z Salem w Teatrze im. S. Jaracza (2018)
- Nagroda Prezydenta Miasta Łodzi za osiągnięcia w upowszechnianiu kultury (2020)
- Nagroda Ministra Kultury i Dziedzictwa Narodowego za osiągnięcia organizacyjne (2020)

Źródło:.